# Astronomia Nova

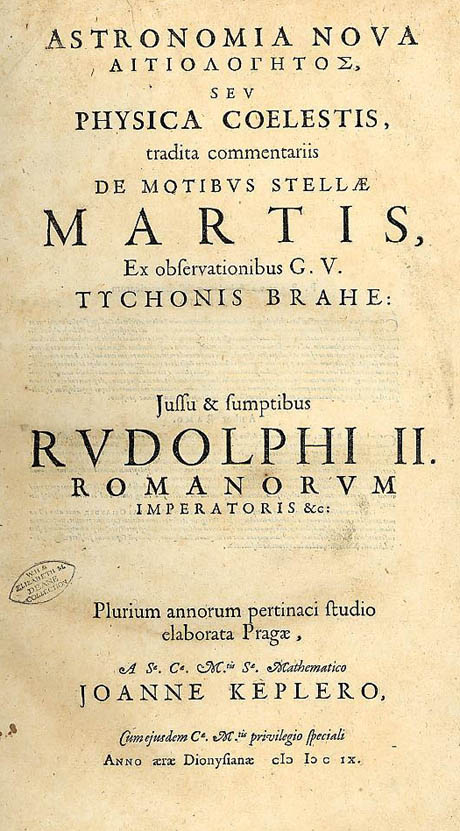
Capa da obra de Johannes Kepler Astronomia nova (1609)

Astronomia Nova é o título de um livro escrito por Johannes Kepler e publicado em 1609, no qual aparecem os resultados das suas investigações de mais de dez anos sobre o movimento dos planetas e em particular sobre o movimento aparente de Marte. Neste livro apresentam-se as duas primeiras leis de Kepler do movimento planetário.
O livro, de conteúdo matemático, baseia-se nas observações do astrónomo dinamarquês Tycho Brahe. Está estruturado em cinco partes, nas quais se discutem os modelos planetários propostos até então: o modelo geocêntrico ptolomaico, o modelo heliocêntrico copernicano e o modelo intermédio proposto por Tycho Brahe, e mostra a necessidade de dados precisos sobre o movimento planetário para se poder fazer a distinção entre estes modelos. Também discute como a órbita de Marte só se pode ajustar-se a uma forma elíptica com o Sol em um de seus focos, estabelecendo finalmente a primeira e segunda lei de Kepler. A terceira lei de Kepler seria apresentada na sua obra Harmonices Mundi, em 1619.